# Ridgeway (Missouri)
Ridgeway é uma cidade localizada no estado americano de Missouri, no Condado de Harrison.

## Demografia
Segundo o censo americano de 2000, a sua população era de 530 habitantes.
Em 2006, foi estimada uma população de 537, um aumento de 7 (1.3%).

## Geografia
De acordo com o United States Census Bureau tem uma área de
3,1 km², dos quais 3,0 km² cobertos por terra e 0,1 km² cobertos por água.

## Localidades na vizinhança
O diagrama seguinte representa as localidades num raio de 16 km ao redor de Ridgeway.